# Kélo
Kélo er en by i det sydvestlige Tchad. Byen er den femtestørste by i landet med en befolkning på 44.828 indbyggere (2008).